# Stachelspitzige Segge
Die Stachelspitzige Segge (Carex mucronata) ist eine Pflanzenart aus der Gattung Seggen (Carex) innerhalb der Familie der Sauergrasgewächse (Cyperaceae).

## Beschreibung

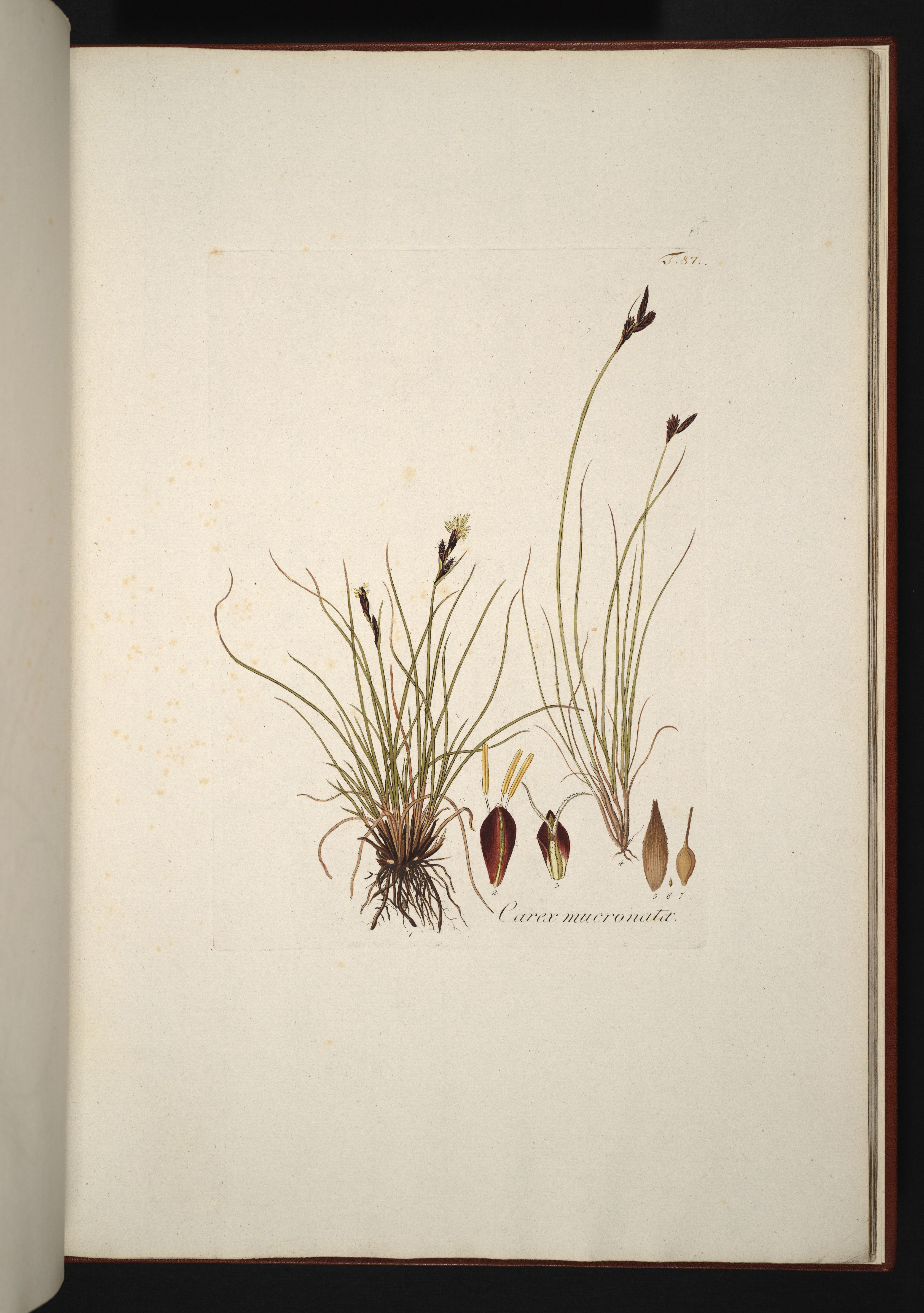
Illustration aus Nikolaus Thomas Host: Icones et descriptiones Graminum austriacorum

### Vegetative Merkmale
Die Stachelspitzige Segge ist eine ausdauernde krautige Pflanze, die Wuchshöhen von selten 7, meist 10 bis 40 Zentimetern erreicht. Sie bildet mit langen Ausläufern Horste. Die glatten, runden und dünnen Stängel sind schlaff, gebogen und überragen die Blätter leicht. Die Laubblätter sind etwa 0,5 Millimeter breit, borstenförmig und gekrümmt. Die grundständigen Scheiden sind blass- oder rötlich-braun und netzfaserig.

### Generative Merkmale
Die Blütezeit reicht von Mai bis August. Die Stachelspitzige Segge ist eine Verschiedenährige Segge. Der Blütenstand ist bis 2 Zentimeter lang und besteht aus einem männlichen und 1 bis 2 seitlichen weiblichen Ährchen. Die weiblichen Ährchen sind eiförmig, sitzend, 5 bis 10 Millimeter lang und bis 5 Millimeter breit; sie sind wenigblütig. Das endständige männliche Ährchen ist linealisch bis keulenförmig, kurz gestielt, etwa 10 Millimeter lang und bis 2 Millimeter breit. Das unterste Hüllblatt hat eine kurze Scheide und ist kürzer als der Blütenstand, jedoch länger als sein Ährchen. Die Spelzen sind eiförmig oder lanzettlich, zugespitzt, braun bis rostrot mit grünem Mittelstreifen und weißhäutigen Rändern. Der Fruchtknoten trägt zwei Narben vorhanden. Der bei Reife braune Fruchtschlauch ist kurz behaart und verkahlend, mit dem Schnabel, 4,5 bis 5,5 Millimeter lang, schmal eiförmig und geht allmählich in den kurzen, zweizähnigen Schnabel über. Die Frucht ist verkehrt eiförmig, plankonvex und braun.
Die Chromosomenzahl beträgt 2n = 36.

## Vorkommen
Die Stachelspitzige Segge gedeiht nur in den Gebirge Mitteleuropas und Südeuropas. Sie ist ein submeridional-subalpines bis temperat-subalpines, subozeanisches Florenelement. Es gibt Fundorte in Frankreich, auf Korsika, in Italien, der Schweiz, Österreich, Deutschland, Slowenien, Kroatien, Bosnien und Herzegowina, Rumänien sowie Montenegro. In Mitteleuropa findet man sie in den Kalkalpen; sonst ist sie sehr selten, sie bildet aber manchmal kleinere Bestände.
Sie besiedelt in Mitteleuropa sonnige Felshänge und Schutt, sie geht einerseits bis in bodenarme Felsritzen, andererseits in lichte, warme Laubwälder mit offenen Gesteinspartien. Sie gedeiht hauptsächlich in Höhenlagen von 700 bis 2500 Metern. Sie steigt in den Alpen an der Fuorcla Tavrü beim Piz Tavrü bis in Höhenlagen von 2870 Meter auf, kommt aber bei Riva an der Ponalestraße bei 120 Metern Meereshöhe noch vor. Man findet sie auch immer wieder auf Schottern der Flüsse, die aus den Alpen ins Alpenvorland kommen. Sie wächst in Deutschland in alpinen Steinrasen, auf trockenen Kalkfelsen und auf Schotteralluvionen. In den Alpen ist sie selten, ansonsten kommt sie nur gelegentlich im Vorland (etwa entlang der Isar) vor. In den Allgäuer Alpen steigt sie bis in Höhenlagen von 2200 Metern auf. Sie gedeiht im Androsacetum helveticae und im Potentilletum caulescentis aus dem Verband Potentillion caulescentis und im Caricetum firmae aus dem Verband Seslerion.
Die Stachelspitzige Segge gedeiht in Mitteleuropa am besten auf kalkreichem, steinig-felsigem Untergrund, der sommerwarm sein muss und überwiegend trocken sein sollte.
Die ökologischen Zeigerwerte nach Landolt et al. 2010 sind in der Schweiz: Feuchtezahl F = 1+ (trocken), Lichtzahl L = 5 (sehr hell), Reaktionszahl R = 5 (basisch), Temperaturzahl T = 2+ (unter-subalpin und ober-montan), Nährstoffzahl N = 2 (nährstoffarm), Kontinentalitätszahl K = 4 (subkontinental).

## Taxonomie
Die Erstveröffentlichung von Carex mucronata erfolgte 1785 durch Carlo Allioni in Flora Pedemontana sive Enumeratio Methodica Stirpium Indigenarum Pedemontii, Band 2, S. 268. Synonyme für Carex mucronata All. sind: Carex gracilis Honck. nom. illeg., Carex juncifolia J.F.Gmel. nom. illeg., Carex setacea Froel. ex Kunth nom. illeg., Carex abnormis (Rouy) Prain, Carex bracteata Suter, Carex illustranda Steud., Carex nitida Hoppe.